# Mikael Colville-Andersen
Mikael Colville-Andersen (født 29. januar 1968 i Fort McMurray, Alberta, Canada) er en dansk-canadisk byplanlægger, der er kendt for sit arbejde for at gøre byer cykel- og fodgængervenlige.

## Baggrund
Mikael Colville-Andersen er uddannet fra Den Danske Filmskole (1997-1998) og etablerede sig derefter som filminstruktør og manuskriptforfatter. Han debuterede med spillefilmen Zakka West i 2003, som var den første Indie film i Danmark, og som ydermere havde premiere på Copenhagen International Film Festival. Han har skrevet og instrueret flere kortfilm, bl.a. den prisbelønnede Breaking Up (1999) og grundlagde den første europæiske organisation for manuskriptforfattere, Euroscreenwriters, i 1997.

## Byplanlægning
Efter 2006 har Mikael Colville-Andersen haft en karriere indenfor byplanlægning for cyklister og fodgængere.
Colville-Andersen tog den 14. november 2006 et foto af en trendy bycyklist, der efterhånden blev til flere, og i 2007 førte til oprettelsen af den københavnske Cycle Chic blog, der poster fotos af velklædte mennesker, som oftest kvinder, på cykel. Colville-Andersens koncept Cycle Chic, hvor det at cykle ikke bliver set som en sport, men som en fashionabel del af en moderne bykultur, blev starten på et globalt cykel-boom. Han har ydermere opfundet og populariseret andre begreber på engelsk som Bicycle Urbanism, VikingBiking, Citizen Cyclist og startede desuden The Slow Bicycle Movement i 2008.
I 2012 stod han i spidsen for den største undersøgelse nogensinde angående cyklistadfærd, The Choreography of an Urban Intersection. En undersøgelse om at kortlægge 16.631 cyklisters adfærd i et vejkryds i København over en 12 timers lang periode.
Mikael Colville-Andersen er nu foredragsholder på design- og arkitekturkonferencer og events verden over, hvor han bl.a. berører emner som bydesign, cykelhistorie og begrebet liveable cities. Han udvikler her sin filosofi omkring bydesign og cykelkultur, ifølge hvilken byer skal designes for mennesket og er fortaler for simplificeringen af byplanlægning. I sit arbejde anvender han observationsteknikker inspireret af William H. Whyte. Han bidrager også aktivt til den offentlige debat om indretning af menneskevenlige byer.

## Copenhagenize Design Company
Mikael Colville-Andersen oprettede virksomheden Copenhagenize Design Company i 2009. Copenhagenize Design Company er en virksomhed, som arbejder med coaching af byer og regeringer, verden over, mod at blive mere cykelvenlige.

## Udstillinger
- 2008-2010 Dreams on Wheels, International udstilling for Udenrigsministeriet[34]
- 2011-2013 Monumental Motion - A Cycling Life in the Danish Capital, International udstilling for Udenrigsministeriet[35][36][37][38]
- 2010-nu The Good City - Visions of a City on the Move for Bicycle Innovation Lab.[39]

## Bøger
- Copenhagenize - the definitive guide to global bicycle urbanism, Island Press, 2018, 275 sider. ISBN 978-1-610-91938-8.
- Cycle Chic, Thames & Hudson Publishing Ltd, 2012, 288 sider. ISBN 978-0-500-51610-2.
- Cargo Bike Nation, 2013 194 sider. ISBN 978-1-320-09182-4.
- Cyclists and Cycling Around the World, Fondo Editorial, Pontifical Catholic University of Peru, 2013, Kapitel: Branding Cycling – Mainstreaming A Good thing, 334 sider. ISBN 978-612-4146-55-8
- Backstory 5: Interviews with Screenwriters of the 1990s, University of California Press, 2009, Kapitel: Interview with Jean-Claude Carriere, Redaktør - Patrick McGilligan, 264 sider, ISBN 978-0520251052

## Prisuddelinger
- 2012 Brasiliansk Ungdoms Pris for Escolas de Bicicletas skolecykler projekt i Sao Paulo, Brasilien
- 2005 Radiotelevisione Italiana 57th Prix Italia for Best Website for Hans Christian Andersens 200 års website, for Danmarks Radio[40][41][42].